# Edgardo Dobry
Edgardo Dobry (Rosario, Argentina, 27 de abril de 1962) es un poeta, ensayista y traductor argentino; es profesor de la Facultad de Filología de la Universidad de Barcelona, ciudad donde reside.

## Biografía
Fue miembro del consejo de dirección de la revista argentina Diario de Poesía. Ha publicado artículos y ensayos en diversas revistas de España, Argentina y México. Ha traducido, entre otros, a Giorgio Agamben, Roberto Calasso, Sandro Penna y William Carlos Williams. Practica el ensayo y la crítica literaria, principalmente en el diario El País.
Codirige, junto a Nora Catelli, la colección Intervenciones Trampa.

## Publicaciones
Poesía
- Cinética, Editorial Dilema, Madrid 2004, ISBN 84-96079-57-0.
- El lago de los botes, Lumen, Barcelona 2005, ISBN 84-264-1515-6.
- Cosas, Lumen, Barcelona 2008, ISBN 978-84-264-1709-1. Cose, a cura di Francesco Luti; Edizioni Polistampa, Firenze, 2012. ISBN 978-88-564-0210-0.
- Pizza Margarita (antología), Mangos de Hacha, Mexico D.F. 2011, ISBN 978-607-7742-45-6.
- Contratiempo, Adriana Hidalgo editora, Buenos Aires, 2013, ISBN 978-987-1923-22-9. Para este libro, Dobry contó con una beca de ayuda a la creación literaria de la John Simon Guggenheim Foundation (2010): https://www.gf.org/fellows/all-fellows/edgardo-dobry/.
- El parasimpático, El Club editor, Barcelona (2021); premio Ciutat de Barcelona de literatura en lengua castellana.
- Algunos de sus poemas están recogidos en Monstruos. Antología de la joven poesía argentina (2001), preparada por Arturo Carrera; Pulir huesos (2007), coordinada por Eduardo Milán; y Cuerpo plural; antología de la poesía hispanoamericana contemporánea (2010), de Gustavo Guerrero.

Ensayo
- Orfeo en el quiosco de diarios; ensayos sobre poesía (2007)
- Una profecía del pasado: Lugones y la invención del "linaje de Hércules" (ensayo, 2010)
- Historia universal de Don Juan: nacimiento y vigencia de un mito moderno (2017)
- Celebración; a través de la poesía americana (2022)